# Boogie with Canned Heat
Boogie with Canned Heat je druhé studiové album americké bluesové skupiny Canned Heat, poprvé vydané v roce 1968. V roce 2005 vyšla reedice šesti bonusovými skladbami.

## Seznam skladeb
1. „Evil Woman“ (Larry Weiss) – 2:59
2. „My Crime“ (Canned Heat) – 3:57
3. „On the Road Again“ (Floyd Jones, Alan Wilson) – 5:01
4. „World in a Jug“ (Canned Heat) – 3:29
5. „Turpentine Moan“ (Canned Heat) – 2:56
6. „Whiskey Headed Woman No. 2“ (Bob Hite) – 2:57
7. „Amphetamine Annie“ (Canned Heat) – 3:56
8. „An Owl Song“ (Wilson) – 2:43
9. „Marie Laveau“ (Henry Vestine) – 5:18
10. „Fried Hockey Boogie“ (Larry Taylor) – 11:07

### Bonusy na CD reedici vroce2005
1. „On The Road Again“
2. „Boogie Music“
3. „Goin’ Up the Country“
4. „One Kind Favor“
5. „Christmas Blues“
6. „The Chipmunk Song“

## Sestava

### Canned Heat
- Bob Hite – zpěv
- Alan Wilson – slide kytara, zpěv, harmonika
- Henry Vestine – sólová kytara
- Larry Taylor – baskytara
- Fito de la Parra – bicí

### Hosté
- Dr. John Creaux – piáno

### Produkce
- Dino Lappas – inženýr
- Dallas Smith – producent